# Maddi Ariztia
Maddi Ariztia (Sare, Labort, 2 de julio de 1887 - 1972) fue una escritora francesa en lengua vasca.

## Biografía
Estudió en Sare y Mont-de-Marsan. Recopiló cuentos tradicionales vascos y otros elementos del folklore vasco, que publicó en revistas como «Gure Herria», «Herria», «Egan» y «Eusko Folklore».